# Хакимов, Борис Васильевич
Хакимов Борис Васильевич (08 апреля 1950, Уфа — 16 января 2021, Москва) — российский политик, Народный Депутат РСФСР/РФ (1990—1993) и член Верховного Совета РФ (1991—1993), доктор экономических наук.

## Биография
Окончил Уфимский авиационный институт в 1972 г. Более 20 лет работал в геологических организациях (ИВЦ ПГО «Башкиргеология»), где занимался внедрением математических методов и ЭВМ в поиски, разведку и добычу полезных ископаемых.
В 1987 г. был избран депутатом Уфимского городского совета, в 1990 г. -народным депутатом РСФСР, с 1991 г. — членом Верховного Совета РФ. С 1994 г. работал в Аппарате Государственной Думы и был экспертом Совета Безопасности РФ. С 2006 г. по 2017 г. работал в Аппарате Совета Федерации. Разработчик нескольких федеральных законов. С 2017 года на пенсии.
Имеет около научные публикации, в том числе монографии (математика, экономика) и патенты на изобретения. В 2010 году защитил докторскую диссертацию по специальности экономика.